# Волчьи Тундры
Волчьи Тундры (саамское название — Намбдес тундры) — горный хребет в Мурманской области. Расположен к западу от озера Имандра и является продолжением хребтов Мончетундра и Чунатундра на север. Как свидетельствует слово «тундры» в названии, поднимается выше зоны леса. Высшая точка — гора Юкспор (955 м). Длина хребта — 25 км, направление — с юга на север. Южная часть Волчьих тундр принадлежит Лапландскому заповеднику. С восточной стороны хребта находятся озёра Верхнее Волчье и Нижнее Волчье. Ближайший город (на юго-востоке) — Мончегорск.
Северная часть хребта используется для пешеходного и лыжного спортивного туризма.